# Umi yori mo Mada Fukaku
Umi yori mo Mada Fukaku (海よりもまだ深く, "Més profund que no pas el mar") és una pel·lícula dramàtica familiar japonesa del 2016 editada, escrita i dirigida per Hirokazu Koreeda. Es va projectar a la secció Un Certain Regard al 69è Festival Internacional de Cinema de Canes i es va estrenar al Japó el 21 de maig de 2016. La pel·lícula va rebre l'aclamació de la crítica.

## Argument
En la seva passada glòria com a autor guanyador d'un premi d'una sola novel·la, Ryota (Hiroshi Abe) malgasta els diners que guanya com a detectiu privat en jocs d'atzar i amb prou feines pot arribar a arribar o pagar la manutenció del seu fill. Guanya diners addicionals oferint els seus propis serveis als clients de l'agència de detectius o fent-los xantatge. Tot i que se li ofereix un contracte per escriure per a una sèrie de manga amb un artista proper, el seu orgull personal s'interposa.
Després de la mort del seu pare, la seva mare envellida Yoshiko (Kirin Kiki) sembla seguir endavant amb la seva vida amb aficions amb altres dones grans locals. Ryota descobreix que la seva germana Chinatsu està visitant la seva mare amb freqüència i sospita que està tractant d'exprimir-la; més tard s'assabenta que la seva mare ha de finançar les noves lliçons de patinatge artístic de la filla de la seva germana amb la seva pensió social. La seva germana, al seu torn, sospita que les visites de Ryota són per aconseguir diners de la seva mare i explica un antic amagatall on la seva mare va amagar amb èxit els diners del seu pare jugador. Quan en Ryota ho comprova més tard, es complau en trobar el que creu que són diners en efectiu, però en desembolicar el cartró només troba una nota per ell de la seva germana.
Ryota està intentant tornar amb la seva exdona Kyoko (Yoko Maki), que s'ha cansat de les excuses de Ryota per la seva contínua falta de pagament de la manutenció dels fills i amenaça amb no deixar-lo passar temps amb el seu fill petit, Shingo (Taiyo Yoshizawa). Ryota és conscient que la Kyoko té un nou xicot i tem que el seu matrimoni acabi amb la seva relació amb Shingo. En una tempestuosa nit d'estiu, protegit a casa de la seva mare amb la seva família del tifó, Ryota intenta recuperar el control de la seva existència i trobar un lloc durador a la vida d'en Shingo. La seva exdona diu que ha acabat de debò amb ells i que els adults no només poden viure amb amor, també cal planificar i Ryota no està fet per ser un home de família. Si ho fos, ho hauria fet abans. Ryota entén i utilitza la tempesta com una oportunitat per establir un vincle amb el seu fill repetint una experiència memorable que va tenir una vegada amb el seu pare refugiat en un pati local mentre la tempesta es desferma.
L'endemà al matí, reprenen les seves vides.

## Repartiment
- Hiroshi Abe com Ryota Shinoda
- Yōko Maki com Kyoko Shiraishi
- Taiyō Yoshizawa com Shingo Shiraishi
- Kirin Kiki com Yoshiko Shinoda
- Satomi Kobayashi com Chinatsu Shinoda
- Sosuke Ikematsu
- Kazuya Takahashi
- Aju Makita
- Lily Franky
- Isao Hashizume

## Producció
Koreeda va concebre la pel·lícula l'any 2001 quan va visitar la seva mare, que havia estat vivint sola en un complex d'habitatges després de la mort del seu pare. Va començar a escriure el guió l'estiu del 2013. El rodatge va començar el maig de 2014 i va durar un mes i mig entre la producció de La nostra germana petita, que es va rodar durant un any.

## Recepció

### Taquilla
El cap de setmana d'obertura a la taquilla japonesa, Umi yori mo Mada Fukaku es va situar en cinquè lloc, amb 89.510 entrades.

### Ressenyes
A l'agregador de ressenyes Rotten Tomatoes, la pel·lícula té una puntuació d'aprovació del 96% basada en 138 ressenyes, amb una valoració mitjana de 7,99/10. El consens crític del lloc diu, "Umi yori mo Mada Fukaku creua les línies culturals per oferir observacions atemporals sobre les responsabilitats dels pares, els vincles personals i la capacitat de perdó." També té un 84/100 a Metacritic. Anomenant la pel·lícula "un clàssic drama familiar japonès de persuasió suau i senzillesa sorprenent", que està "bonicament equilibrada entre la comèdia suau i la malenconia realitat de com és realment la gent", Deborah Young de The Hollywood Reporter suggereix que la pel·lícula tracta sobre com "no sempre pots tenir la vida que vols, o ser qui vols ser".

## Premis
| Any  | Premi                                         | Categoria                     | Receptor         | Resultat | citacions |
| ---- | --------------------------------------------- | ----------------------------- | ---------------- | -------- | --------- |
| 2016 | 29è Nikkan Sports Film Award                  | Millor pel·lícula             |                  | Nominat  |           |
| 2016 | 69è Festival Internacional de Cinema de Canes | Un Certain Regard             | Hirokazu Koreeda | Nominat  | [ 10 ]    |
| 2016 | Festival Internacional de Cinema de Chicago   | Millor pel·lícula (Hugo d'Or) | Hirokazu Koreeda | Nominat  | [ 11 ]    |
| 2017 | 11ns Asian Film Awards                        | Millor fotografia             | Yutaka Yamasaki  | Nominat  | [ 12 ]    |